# Shote Galica

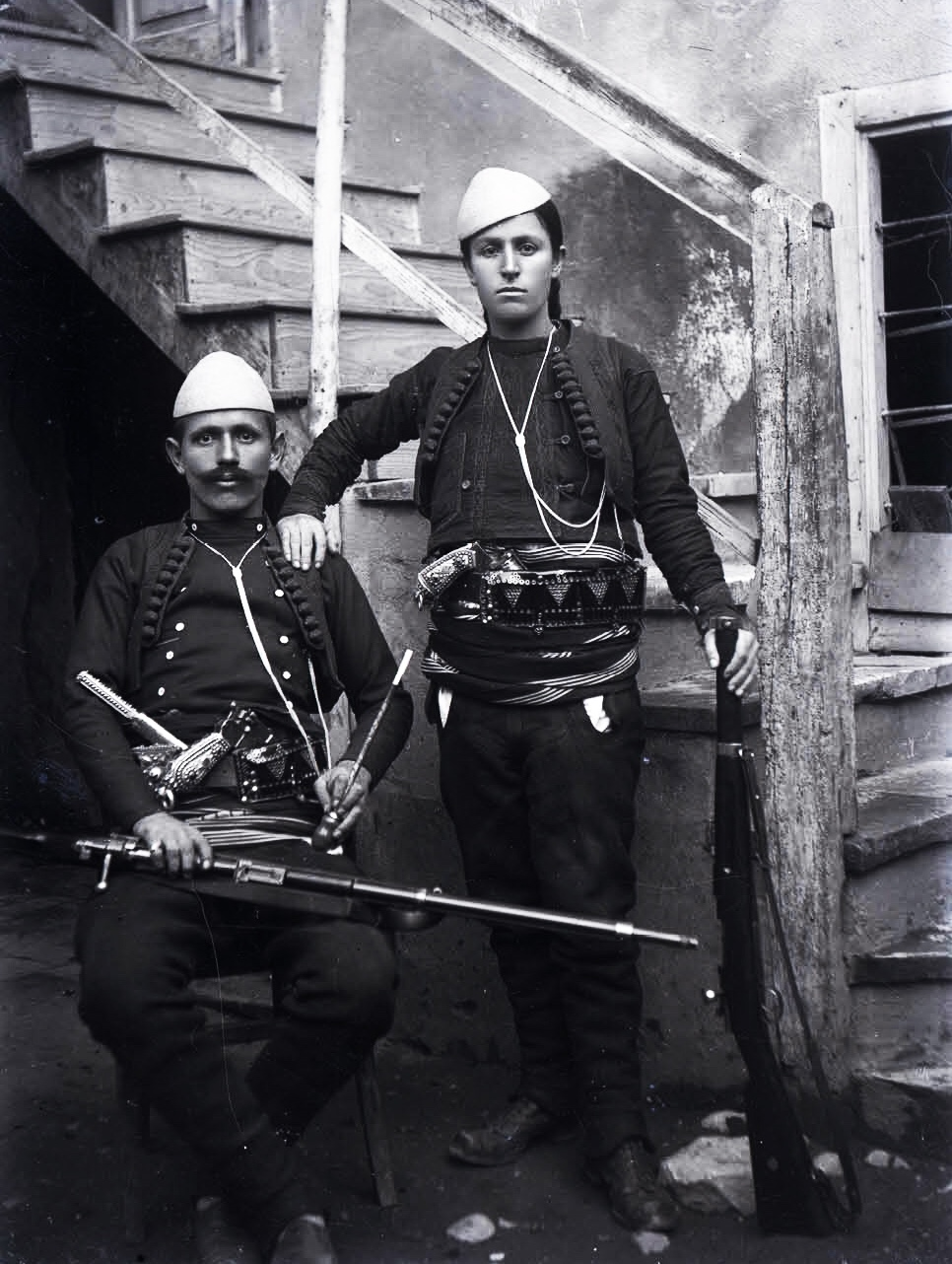
Shote Galica und ihr Mann Azem Galica (um 1920)

Shote Galica (geborene Qerime Radisheva; * 1895 in Radisheva, Vilâyet Kosovo, Osmanisches Reich; † 1927 in Fushë-Kruja, Albanien) war eine separatistische Rebellin der paramilitärischen Katschak-Bewegung. Sie gilt heute als Freiheitskämpferin und als Volksheldin der Albaner, insbesondere des Kosovo.

## Leben
Galica wurde im Dorf Radisheva in der Region Drenica, im heutigen Kosovo, geboren. Damals war es noch ein Bezirk des Osmanischen Reiches. Nach sechs Söhnen war Shote die erste Tochter. Der Vater war so überwältigt vor Freude, dass er, wie es damals üblich war, sein Gewehr in die Luft abfeuerte. Er nahm sie mit in die Männertoilette und zu Versammlungen, bei denen über Tapferkeit, Weisheit und wichtige Entscheidungen gesprochen wurde. Dort erfuhr sie über die Liga von Prizren, legendäre Schlachten und über die Besetzung des Kosovos. Ihr Mädchenname war Qerime Halil Radisheva. Sie heiratete 1915 Azem Galica und nahm dann den Namen Shote Galica an. Sie trug an ihrer Hochzeit keinen Schleier und musste gleich in den Kampf mit ihrem Mann ziehen. Sie zog ihr Hochzeitskleid aus und wechselte in ihren Kampftracht, welches sie von ihrer Schwiegermutter bekommen hat. 1919 nahm sie an einem Aufstand kosovo-albanischer Separatisten gegen das Königreich Jugoslawien im westlichen Kosovo teil, die die Vereinigung des Kosovo mit Albanien anstrebten. Die Gruppe wurde von ihrem Mann, dessen Bewegung Teil der Separatistenbewegung Komiteti i Mbrojtes Kombëtare së Kosovës war, angeführt. Meistens unbekannt ist es, dass Azem eine zweite Frau und möglicherweise auch eine dritte Frau hatte. Die zweite Frau sollte für Nachkommen sorgen. Obwohl Shote Galica auch einen Sohn bekam, starb er sehr bald nach seiner Geburt. Von 1921 bis 1923 war sie an Anschlägen gegen die jugoslawische Armee rund um die demilitarisierte Zone von Junik beteiligt.
Nachdem ihr Mann 1924 an Wunden von den Kämpfen in Junik verstorben war, übernahm Shote Galica 1925 das Kommando über die Rebellenbewegung. Gemeinsam mit Bajram Curri führte sie Kämpfe in Has und Luma an. In Çikatova gelang es ihr, einen jugoslawischen Militärkommandanten und einige Soldaten gefangen zu nehmen. Ende 1926 kämpfte sie ihre letzte Schlacht, bei der sie schwer verletzt wurde. Sie zog sich mit den Waisenkinder der getöteten Kameraden nach Albanien zurück. Sie wollte wieder in den Kosovo zurückkehren, um weiter zu kämpfen aber ihre Verletzungen waren so schwer, dass die Finger der rechten Hand gelähmt wurden. Sie musste schließlich ihre Finger amputieren. Sie verlor alle Mitglieder der Familie und musste ihren letzten Besitz, das Pferd ihres verstorbenen Mannes, aus wirtschaftlichen Gründen verkaufen. Am 20. Juli 1927 verstarb sie im Alter von 32 Jahren.

## Rezeption
Shote Galica wird in der kosovo-albanischen Volks- und Populärkultur heroisiert und ist als Mythos eines albanischen und kosovarischen Freiheitskampfes in mündlichen Erzähltraditionen verankert. Sie wird, so Grandl, gleichzeitig als Figur der kosovo-albanischen Frauenbewegung wahrgenommen. Dabei wird oft der Bruch der Geschlechterrollen thematisiert, den Shote Galica durch eine als typisch männlich wahrgenommene Bekleidung und Tätigkeit als Kämpferin einer Miliz vollzogen habe. Sie wird meist im Zusammenhang mit ihrem Mann erwähnt und in unterschiedlichen Rollenbildern verklärt.
Die Schauspielerin Liri Lushi hat Shote Galica im Theaterstück Gërsheti i luftrave (1978) verkörpert.
In Albanien hat sie den höchsten Heldenstatus als Heroinë e Popullit (Heldin des Volkes) erhalten.